# Compagnie française de télévision
Pour les articles homonymes, voir CFT.
La Compagnie française de télévision (CFT) est une société ayant participé au développement du standard de transmission de télévision SÉCAM, dont l'ingénieur Henri de France est à l'origine. Elle a également développé une architecture d'écran à tube cathodique à grille qui sera ensuite reprise par Sony pour développer les écrans Trinitron.
Elle est créée en mai 1936 à parts égales entre la Compagnie des compteurs (département du ministère des PTT) et la CSF.
Xavier Gouyou-Beauchamps est président de la société de 1977 à 1984.